# Середовище проживання
Середовище проживання (рос. Среда обитания) — радянський художній фільм 1987 року, знятий на студії «Лентелефільм».

## Сюжет
В архіві пропадають рідкісні матеріали. Між двома науковцями — Озеровим і Рожкіним — відбувається конфлікт через ці матеріали. Як з'ясовується пізніше, Озеров самовільно взяв папери і передав їх людині на прізвище Барабанщиков для продажу. Коли Платонов дізнається про це, його серце не витримує, і він помирає. Намагаючись дістати заховані у схованці в церкві папери, Барабанщиков падає з висоти і розбивається на смерть. Тут уже вступає в справу міліція. Полковник Корнілов розслідує цей злочин. Він з'ясовує, що Платонова і Барабанщикова погубило одне і те ж — середовище проживання, в якому відбулася зміна цінностей. Обставини загибелі Миколи Рожкіна, співробітника відділу стародавніх рукописів, виявилися пов'язані з таємним листуванням соратників Петра I, в якому містилася інформація про старовинні рукописи…

## У ролях
- Петро Вельямінов — Корнілов, полковник міліції, слідчий
- Валерій Івченко — Георгій Степанович Озеров, колега Рожкіна
- Микола Караченцов — Олег Барабанщиков
- Вадим Лобанов — Аристарх Антонович Платонов, колекціонер
- Анна Алексахина — Люда Солодовникова, подруга Олега Барабанщикова
- Ірина Акулова — Наталія Борисівна, мачуха Люди
- Тамара Абросимова — Галина Анатоліївна, дружина Рожкіна
- Артур Ваха — Бугаєв, помічник слідчого
- Ігор Комаров — Микола Михайлович Рожкін, старший науковий співробітник
- Ігор Окрепилов — агент Держстраху
- Станіслав Соколов — Денис Клементійович, продавець електротоварів
- Петро Шелохонов — Віталій Іванович, директор
- Віктор Гоголєв — Герман Владиленович, колега Рожкіна
- Ірина Григор'єва — колега Рожкіна
- Володимир Карпенко — відвідувач магазину електротехніки
- Світлана Карпінська — колега Рожкіна
- Людмила Ксенофонтова — Валентина Сергіївна, понята на дачі артиста Солодовникова
- Оксана Мисіна — Оксана, скрипалька
- Марія Нечволодова — Марія Григорівна, вахтер
- Дмитро Поднозов — син Валентини Сергіївни
- Юрій Карпенко — відвідувач магазину електротехніки

## Знімальна група
- Режисер — Лев Цуцульковський
- Сценарист — Сергій Висоцький
- Оператор — Ігор Наумов
- Композитор — Владислав Успенський
- Художник — Тетяна Венеціанова